# Efraasia

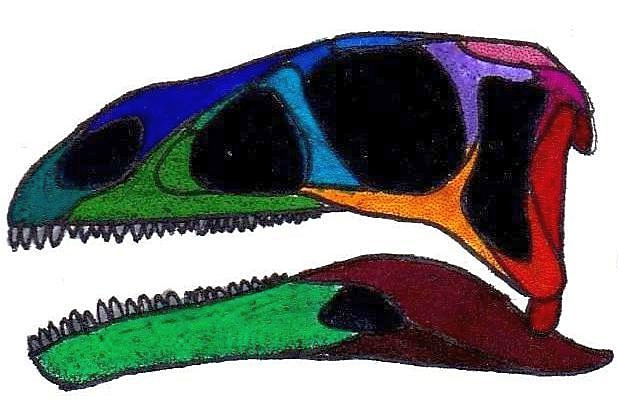
Efraasia - nákres lebky.

Efraasia byl rod prosauropoda, který se v období triasu vyskytoval na území Evropy, především v Německu. Efraasia žila v pozdním triasu. Nejznámějším a zřejmě také nejvýznamnějším prosauropodem je plateosaurus, po sto padesáti letech od objevení tohoto dinosaura (1837) se však objevilo veliké množství fosilií exemplářů stejného druhu. Mnohé z nich pocházely z Německa, mnohé se však ukázaly jako neplatné. Mezi platné patřila také Efraasia. Formálně byl typový druh E. minor popsán roku 1973.

## Popis
Dosahovala délky 5 metrů, výšky ve hřbetu 1,5 metru a hmotnosti kolem 300 kilogramů. Podle jiných odhadů však šlo o mnohem menší druh o délce pouze kolem 1 metru. Živila se rostlinami a drobnými obratlovci, stávala se potravou pro teropod.